# هيناتا هيوغا (شخصية أنمي)
هيناتا هيوغا (باليابانية: 日向 ヒナタ) (بالروماجي: Hyūga Hinata) إحدى أكثر الشخصيات المعروفة في سلسلة ناروتو، من عائلة هيوغا الكبيرة، هي ابنة هياشي هيوغا. وابنة عم نيجي هيوقا، وهي تحبه وتعتبره كأخيها الأكبر. هي معجبة بناروتو ومن بداية الجزء الأول. تنظر إليه بصمت، هيناتا فتاة خجولة، تفقد وعيها عندما ترى ناروتو قريباً منها. لم يكن ناروتو يعرف بأنها تحبه من كل قلبها بل كان يعتبره حب صداقة عادي ولكن بدون ادراك منه بحكم انه لا يفهم كثيرا بالرومانسية و في نهاية ( The last ) يبدأ بمبادلتها نفس المشاعر وينتهي حبهما بالزواج فينجبان كلاً من بوروتو وهيمواري.

شعار عائلة الهيوغا

## التقنيات

### اثنان وثلاثون ضربة براحة اليد
اثنان وثلاثون ضربة براحة اليد (八卦三十二掌، Hakke Sanjūni Shō) هي مناورة لأسلوب القتال بالقبضة اللطيفة. وهي في الأساس نسخة نصفية من أربع وستون ضربة براحة اليد، ولكن يبدو أنها ليست أقل فعالية. تُستخدم هذه التقنية لإغلاق تدفق التشاكرا عبر اثنتين وثلاثين نقطة شاكرا في نظام مسار التشاكرا للخصم. الأمر الذي يلغي قدرتهم على استخدام التشاكرا لبعض الوقت ويجعل من الصعب عليهم التحرك.
بمجرد أن يكون شخص ما ضمن نطاق مجال التبصير (دائرة تحسس) الخاص بها، تتخذ هيناتا وضعية القبضة اللطيفة وتبدأ في تنفيذ هجومها:
1. أولا، ضربتين متتاليتين لتكوين اثنين.
2. ثانيًا، ضربتان متتاليتان أخريان لتصبح أربعة.
3. ثالثا، أربع ضربات متتالية لتصبح ثمانية.
4. رابعا، ثماني ضربات متتالية لتصبح ستة عشر.
5. خامسًا، ستة عشر ضربة متتالية أخرى ليصبح المجموع اثنين وثلاثين.

### القبضة اللطيفة
القبضة اللطيفة (柔拳، Jūken) هي شكل من أشكال القتال اليدوي الذي يستخدمه أعضاء عشيرة هيوغا. تسبب أضرارًا داخلية من خلال مهاجمة نظام مسار الشاكرا في الجسم، مما يؤدي لاحقًا إلى إصابة الأعضاء المتشابكة بشكل وثيق مع منطقة الشبكة التي تم ضربها. للقيام بذلك، يقوم المستخدم بحقن كمية معينة من التشاكرا الخاصة به جراحيًا في نظام مسار التشاكرا الخاص بالخصم، مما يتسبب في تلف الأعضاء المحيطة بسبب قربها من نظام الدورة الدموية للتشاكرا. حتى أدنى لمسة يمكن أن تسبب ضررًا داخليًا شديدًا، ومن هنا جاء اسم القبضة "اللطيفة".
من خلال توظيف استخدام البياكوغان، يمكن للمستخدم ذو الخبرة استهداف التينكيتسو، وبالتالي تعزيز الخراب والتحكم الذي يمكن لممارس القبضة اللطيفة فرضه على شبكة شاكرا الخصم. هذه العقد الـ 361 هي اعتراضات رئيسية لحفظ البوابة في شبكة الدورة الدموية للشاكرا، وبالتالي فتحها أو إغلاقها بالقوة بأي طريقة يراها مستخدم القبضة اللطيفة مناسبًا، يُعد خيارًا تكتيكيًا قويًا. يمكن زيادة تدفق التشاكرا لدى الشخص المصاب أو تعطيله تمامًا، مما يمنعه من استخدام التقنيات كما رأينا في قتال نيجي مع هيناتا أثناء اختبارات التشونين، مما يجعل مناورات القبضة اللطيفة الخاصة بها غير فعالة.

### توأم الأسد
توأم الأسد (柔歩双獅拳، Jūho Sōshiken) هي تقنية قبضة لطيفة سرية رفيعة المستوى، يتم تدريسها فقط للفرع الرئيسي لعشيرة هيوغا. يقوم المستخدم بتغيير شكل التشاكرا المنطلقة من كلتا يديه إلى أكفان حارسة كبيرة على شكل أسد. يؤدي القيام بذلك إلى زيادة المدى والقوة التدميرية بشكل كبير. تستنزف رؤوس الأسد شبكة التشاكرا الخاصة بمن يلمسونها. وتُعتبر قدرة صعبة التعلم للغاية، حيث أن أدنى خطأ في التحكم في التشاكرا سيؤدي إلى الفشل، مما يعني أنه عمل فذ يتطلب البياكوغان. يمكن استخدام هذه التقنية جنبًا إلى جنب مع تقنية الحماية بأربع وستون ضربه براحة اليد.

### الحماية بأربع وستون ضربة براحة اليد
الحماية بأربع وستون ضربة براحة اليد (守護八卦六十四掌، Shugohakke Rokujūyon Shō) ابتكرتها هيناتا، وهي تقنية متعددة الاستخدامات توفر قدرات هجومية ودفاعية حيث تنبعث منها تيارًا مستمرًا من التشاكرا من راحتيها، والتي تتشكل إلى شفرات رفيعة وحادة للغاية.
- أثناء استخدام هذه التقنية بشكل هجومي، تقوم هيناتا بتشكيل التشاكرا إلى شفرات رفيعة وحادة ومرنة مما يسمح لها بضرب مئات الأهداف بدقة متناهية ويمكنها تقطيع الأهداف الأصغر، مثل النحل، إلى قطع.

- عند استخدامها بشكل دفاعي، تخلق هيناتا شفرات تشاكرا أكبر وأقوى وأكثر مرونة على شكل قوس تنتشر عبر نطاق هجومها بالكامل، وتشكل حاجزًا بينها وبين خصومها، وترفض حتى أكبر وأصغر الأهداف.

مع إضافة مرونة هيناتا، تخلق هذه التقنية تأثيرًا "دفاعًا مطلقًا" مشابهًا لتأثير Eight Trigrams Palms Revolving Heaven، على الرغم من أن الطبيعة القطعية للشاكرا تمنع أي قوة خارجية من تقييدها.

### إبرة التشاكرا
إبرة التشاكرا (チャクラの針، Chakura no Hari) تقنية اخترعتها هيناتا، وظهرت للمرة الأُولى في رواية ساسكي شيندن. تطلق إبرة التشاكرا من أطراف أصابعها، والتي ستصيب الهدف دائمًا. يمكنها تغيير خصائص الإبرة ليكون لها تأثيرات مختلفة على الهدف بمجرد إصابته، مثل تنشيطه أو شله أو قتله. كما أنها قادرة على إطلاق عدة إبر من كل إصبع في وقت واحد، وحتى إعادة توجيه مسارها بعد إطلاقها.

### حاجز الزوايا الأربعة
حاجز الزوايا الأربعة (結界四方封陣، Kekkai Shihō Fūjin) تم تصميم هذه التقنية بواسطة تسونادي بغرض ختم وحوش الذيل. يتم تنفيذ هذه التقنية باستخدام أربع لفائف منفصلة وعينة من الدم مشابهة لتقنية الاستدعاء. ذكر شيزوني أن التحكم الجيد في التشاكرا والتركيز ضروريان لتنفيذ تقنية الختم. لاستخدام هذه التقنية، هناك حاجة إلى لفافة لإغلاق الكميات العديدة من التشاكرا. كان من المفترض أن تقوم هذه التقنية بختم الوحش ذو الثلاثة أذيل في بعدها الخاص بها بشكل دائم. أثناء الختم، يكون المستخدمون عرضة لهجمات العدو. هذه التقنية لها ثلاث مراحل:
1. البحث: يتم نصب الحاجز لتحديد موقع الهدف.
2. الربط: يتم بعد ذلك تمديد الحاجز فوق الهدف.
3. القفل: يتم خفض الحاجز ويبدأ الختم.

### الحماية بمائة وثمانية وعشرون ضربة براحة اليد
الحماية بمائة وثمانية وعشرون ضربة براحة اليد (八卦百二十八掌، Hakke Hyaku Nijūhasshō) هي تقنية من أسلوب القتال بالقبضة اللطيفة. وهي أساسًا خطوة سابعة إلى الحماية بأربع وستون ضربة براحة اليد، مما يضاعف إجمالي الوابل السابق وبضعف السرعة. ولأداء التقنية، يقوم المستخدم بالارتكاز للأسفل بينما يمد ذراعيه للخارج، أحدهما للأمام والآخر للخلف بينما يكونان بزاوية مثل شفرات المروحة. وهذا يضيف صفًا آخر من حروف الكانجي إلى رمز الخطوط الثمانية المتصور، مما يؤدي إلى توسيع محيط التقنية. يتم استخدام هذه التقنية لإغلاق تدفق التشاكرا من خلال مائة وثمانية وعشرين نقطة شاكرا في نظام مسار التشاكرا للخصم. وهو ما يلغي قدرتهم على استخدام التشاكرا لبعض الوقت ويجعل من الصعب عليهم التحرك. وبدلاً من ذلك، يمكن استخدامه لضرب عدد كبير من الأهداف بسرعة كبيرة.
بمجرد أن يكون شخص ما ضمن نطاق مجال التبصير (دائرة التحسس) الخاص بالمستخدم، فإنه يتخذ وضعية القبضة اللطيفة ويبدأ في تنفيذ الهجوم:
1. أولًا، ضربتين متتاليتين لتكوين اثنين.
2. ثانيًا، ضربتان متتاليتان أخريان لتصبح أربعة.
3. ثالثًا، أربع ضربات متتالية لتصبح ثمانية.
4. رابعًا، ثماني ضربات متتالية لتصبح ستة عشر.
5. خامسًا، ستة عشر ضربة متتالية لتصبح اثنين وثلاثين.
6. سادسًا، اثنان وثلاثون ضربة متتالية لتصبح أربعة وستين.
7. سابعًا، أربع وستون ضربة متتالية ليصبح المجموع مائة وثمانية وعشرين ضربة.

### الدوران العظيم
الدوران العظيم (日向・大回天، Hyūga: Daikaiten) تقنية تعاون يقوم بها اثنان من أعضاء عشيرة هيوجا. يقوم أحدهما بتنفيذ تقنية الحماية بأربع وستون ضربة براحة اليد والآخر يستخدم Eight Trigrams Palms Revolving Heaven. وهذا يخلق مجالًا ضخمًا يتمتع بقوة هجومية ودفاعية، مما يتسبب في ضرر كبير للخصم.

### المرهم السري لعشيرة الهيوغا
المرهم السري لعشيرة الهيوغا (Hyūga Clan Secret Ointment) كريم شفاء يستخدم لشفاء الجروح. تعطي هيناتا بعضًا من المرهم لناروتو وكيبا، على الرغم من أن كيبا قال أنه سيحتفظ بالبعض لنفسه، لتضميد جراحهما بعد معركتهما خلال اختبارات التشونين.
في فيلم الأخير: ناروتو الفيلم، تقدم هيناتا مرة أخرى هذا المرهم لناروتو ليستخدمه لشفاء جرح في ظهره. ومع ذلك، نظرًا لعدم قدرته على الوصول إلى الجرح، قامت هيناتا بدهن المرهم على ظهره.